# Bácskai Mihály
Bácskai Mihály (Csikéria, 1929. augusztus 10. – Szentes, 2011. június 21.) magyar-történelem szakos középiskolai tanár, drámapedagógus, a szentesi Horváth Mihály Gimnázium irodalmi-drámai tagozatának elindítója, az intézménynek 16 évig igazgatója. Élete során számos díjat, kitüntetést vehetett át, melyek közül kiemelkedik a Radnóti-díj, az Apáczai Csere János-díj, a Csokonai Vitéz Mihály Alkotói-díj, valamint a Szentes Város Díszpolgára cím.

## Iskolái
Egyszerű gazdálkodó családból származott, édesapja Bácskai Mihály földműves, édesanyja Háhn Éva háztartásbeli volt. Az elemi iskolát szülőfalujában végezte, s már ekkor kapcsolatba került a színjátszással. Tanulmányait Szabadkán és Bácsalmáson folytatta, majd a bácsalmási mezőgazdasági szakközépiskolába iratkozott be,  ahol kitűnt színjátszói tehetségével, különösen harmonikajátékát kedvelték. 1947-ben érettségizett, utána egy évig otthon gazdálkodott.  Ekkor még állatorvosnak készült, de mivel Szegeden nem indítottak állatorvos képzést, és annyi pénzük nem volt, hogy Gödöllőre, vagy Budapestre járjon, ezért más megoldást kellett találni.
Utólag elárulhatom: verseket írtam középiskolás koromban. Nagyon jónak tartottam ezeket a költeményeket, és hát úgy gondoltam, hogy elmegyek magyar szakra, és ott ki tudom fejteni irodalmi ambícióimat.
Így került 1948-ban a Szegedi Tudományegyetem Bölcsészettudományi karára, s ahogy alsóbb iskoláiban, úgy itt is tagja lett az intézmény színjátszó csoportjának.  Sokoldalúságára jellemző, hogy vezetője volt az összegyetemi sakkcsapatnak, közreműködött a neves néprajzkutató, Bálint Sándor munkájában, és a Magyar Tudományos Akadémia ösztöndíjasaként a sárközi nyelvjárással is foglalkozott. Ez utóbbi gyűjtéseit a Magyar nyelvjárások atlasza c. hatkötetes műben használták fel a szerkesztők.  Még egyetemi évei alatt ismerte meg és vette feleségül Molnár Erzsébet magyar-történelem szakos hallgatót, aki később férjével együtt a Horváth Mihály Gimnáziumban tanított. Négy gyermekük született: Mihály (1951), Erzsébet (1952), János (1954) és István (1956). 1952-ben tanári diplomát kapott. Az egyetem elvégzése után egy évig a szegedi Radnóti Miklós Gimnázium tanára volt.

## A drámapedagógus

### A szentesi diákszínjátszás szervezője
1953-ban helyezték Szentesre, a Horváth Mihály Gimnáziumba, ahol szaktárgyai tanítása mellett azonnal hozzá látott a Diákszínpad megszervezéséhez.  A rendezésében bemutatott színdarabok első sikerei után más városok is meghívták társulatát vendégjátékra. Idővel az egész ország megismerte a szentesi Diákszínpad színjátszóit és vezetőjét, Bácskai Mihályt.
Újszerű előadásmódjukkal „iskolát teremtettek”, melyet „szentesi játékstílusként” kezdtek emlegetni. Játékuk lényegét maga Bácskai tanár úr a következőképp fogalmazta meg: „… nem a beleélés és a teljes utánzás a cél, hanem abból indul ki a rendező, hogy egy tizenéves gyerek nem tud összetett jellemet megformálni, ezért nagy vonalakban a karakter jelzésig jutnak el.”   Nem akarták majmolni a felnőtteket, hanem hangsúlyos mozgásokkal, hanghordozásokkal jeleztek egy-egy karaktert. A cselekményben és a hatásban fontos szerep jutott a környezetnek (fák, ajtó, ház stb.), amit szintén a diákok formáztak meg, valamint a humornak. Az így megvalósult kollektív játék sajátos egységet alkotott. A szentesi stílushoz tartozott még, hogy színdarabjaikhoz népi szövegeket: népballadákat, csúfolókat és tréfákat használtak.  Legsikeresebb darabjaikat (Meg kén’ házasodni, Férhő kéne mönni, Álljon félre, aki házas)   több mint hetvenszer adták elő.  Rendszeres vendégek voltak a gyulai Erkel Diákünnepeken is, ahol három alkalommal (1969, 1971, 1973) arany diplomát nyertek.  Kiemelkedő sikerként könyvelhették el, hogy 1971 júniusában a Magyar Rádió által meghirdetett „Szóljatok, szép szavak!” c. amatőr színjátszók országos versenyén - melyet a Madách Színházban rendeztek - elnyerték a fődíjnak számító mikrobuszt és egy külföldi utazást. 1972-ben egyik előadásukat a Magyar Televízió is közvetítette.
A szentesi Diákszínpadról ekkor már nem csupán a helyi és a megyei sajtó, de az országos napilapok és folyóiratok is közöltek cikkeket:
A Horváth Mihály Gimnázium Diákszínpadának tagjai székely népballadákból, csúfolódókból állítottak össze olyan népi játékot, díszletként csak a kezüket emelve, amely tisztaságával, derűjével ragadta el a közönséget… (Magyar Nemzet)
Az utánozhatatlan diákos derűvel előadott népi játékokat, balladákat iróniával szőtték át a fiatalok. A művek így szinte önmaguktól fölfrissültek, „maiakká” váltak. A Bácskai Mihály rendezte műsor azzal a tanulsággal is szolgált, hogy a pódiumformák tára szinte kimeríthetetlen; az igazi költészetet sokféleképpen lehet előadni, bemutatni, feldolgozni. (Népszabadság)
A szentesiek… műsorukban a gyerekes – naiv mókázás és a vaskos, darabos paraszti humor pólusai között hintáztak. Pompás ötletek és bravúros megvalósítás tüzijátékvillongását teremtették meg. Színpadi mozgásuk korukat meghazudtolóan biztos, fegyelmezett. Úgy teletöltötték – ugrándozva, viháncolva, mórikásan lépegetve, kígyózva, táncolva, hajlongva – a Madách Színház hatalmas, dísztelen színpadát, hogy egy pillanatig sem volt kétséges: ha a Hűvösvölgyben kellene fellépniük, a Nagyrétet is teliszaladgálnák. (Élet és Irodalom)
Szaktárgyainak tanítása és a Diákszínpad mellett Bácskai Mihály 1954-től felnőtt színjátszó csoportot is szervezett, ahová a helyi értelmiségi réteg játékos kedvű tagjait invitálta. A „társulat” főleg pedagógusokból állt, de jellemző, hogy még a helyi múzeum igazgatója, dr. Csalog József is vállalt szerepet. A csoport komoly művek eljátszásával eljutott a megye több városába, és 1962-ben egy meghívásnak eleget téve, a fővárosi Irodalmi Színpadon is bemutathatta tudását.  Közben Bácskai tanár úr feleségével együtt aktív tagja volt a helyi Pedagógus Kórusnak,  és részt vett a Galli János zeneiskolai igazgató által vezetett szimfonikus zenekar szervezésében is. 1960-tól mint az irodalmi színpadok megyei szakreferense, majd 1974-től szakfelügyelője járta a megyét, figyelte és tanácsolta a színjátszó körök munkáját, ugyanakkor a magyar nyelv és irodalom tantárgynak is megyei szakfelügyelője volt.

### A tankönyvíró
Bácskai Mihályt a Színjátszók Országos Tanácsának tagjává választották, és ezzel együtt „A” kategóriás hivatásos rendezői besorolást kapott. Diákszínpad és diákszínjátszás c. írását a Tankönyvkiadó 1974-ben jelentette meg. A kötet egy évvel később Nívó-díjat kapott.  A könyvet a felsőoktatásban a népművelő és magyar szakos hallgatók is használták, az amatőr színjátszás kézikönyve lett.  A szerző elsősorban a diákszínjátszó csoportok felkészítői számára írta le tapasztalatait. Ír a diákszínpad jellemformáló hatásáról, közösségteremtő szerepéről, az eljátszandó darabok megjelenítésének képi és szövegszerű eszközeiről, játékstílusokról, a beszéd, a mozgás és a koncentrálás készségének fejlesztéséről, közönségkapcsolatról, amit az egyik legfontosabb tényezőnek tart a színjátszásban.
Sikeres előadások csak a figyelem nagyfokú összpontosításával érhetők el. A diákszínjátszónak figyelnie kell önmagára: saját szövegének értelmezésére és társaira: a kórusszöveg együttes, színes megszólaltatására, az egyéni és kollektív mozgásokra, és ami a legfontosabb: a közönség reagálására. Tanulóinknak tehát nincs könnyű dolguk a színpadon: egyszerűbb az órán felelni. Ott csak a leckére kell ügyelni, s tegyük hozzá a tréfa kedvéért, legfeljebb a súgóra.

### A drámai tagozat élén
1974-ben Várkonyi Zoltán filmrendező, a Színház és Filmművészeti Főiskola akkori igazgatója javasolta, hogy legyenek olyan középiskolák, amelyek a színészképzés előiskolái. Az ötletet Szentesen Bácskai Mihály valósította meg.  A miniszteri engedélyt megkapva 1978 őszén indult a Horváth Mihály Gimnázium első irodalmi-drámai tagozatos osztálya. A szentesivel párhuzamosan Budapesten és Pécsen vezették be egy-egy középiskolában kísérleti jelleggel a drámai tagozatot.  Ez utóbbi két intézményben hamar megszűnt, ugyanakkor más gimnáziumok sikerrel vették át és építették be tantervükbe a drámai tagozat valamilyen formáját.  Az úttörő szerepet vállaló Bácskai Mihály tekintélyének köszönhetően a Művelődési Minisztérium és a Pedagógus Szakszervezet által meghirdetett nyári anyanyelvi táborokat a 70-es 80-as években nyaranta Szentesen tartották. Ennek anyaga az anyanyelv oktatása és a diákszínjátszás volt. Több száz hazai pedagógus itt ismerkedett meg az anyanyelvi műveltség terjesztésének legkorszerűbb módszereivel, a verstanítás és a dramaturgia pedagógiájával.  A minisztérium felkérésére Bácskai Mihály dolgozta ki az irodalmi-drámai tagozatos osztályok speciális tantervét.
Az igazgatói elképzelés szerint – szemben az eredeti koncepcióval – az irodalmi-drámai tagozatnak Szentesen nem volt célja, hogy színészeket neveljen. Bácskai Mihály többször hangsúlyozta, hogy „Az iskola önismeretre nevel, arra, hogy álomkergetés helyett inkább valódi képességeik szerint válasszanak pályát a fiatalok.”   Ugyanakkor nyugdíjba vonulása alkalmából örömmel számolt be arról is, hogy az évek során számos, később országosan is ismertté váló színész a szentesi gimnáziumban kapta meg az alapokat.
Úgy tűnik, hogy a drámai tagozat munkájában is értünk el eredményeket. Ezek elsősorban nevelési jellegűek: nyitottabb, kezdeményezőbb harmonikus kapcsolatteremtésre készebb, vállalkozóbb aktívabb fiatalokat neveltünk fel, akikben a meglévő tehetség kibontakoztatására teremtettük meg a megfelelő körülményeket. Pályára irányításuk, pályaválasztásuk is megnyugtató … sokan lesznek pedagógusok, színészek, bár nem célja a képzésnek, utóbb mégis igen jelentősnek tűnik a színművész előképzésben betöltött szerepe ezeknek az osztályoknak. A Színművészeti Főiskolát sikeresen elvégzettek, a színművész pályán helytálló színészek száma igen jelentős, megközelíti a harmincat, sok közöttük vezető színész. Ők öregbítik iskolánk és városunk hírnevét, mindig hálás szívvel emlékeznek vissza a szentesi esztendőkre, s büszkék arra, hogy tanítványaink lehettek.

### Miska bácsi, az igazgató
Bácskai Mihály igazgatói tevékenysége során a tanári testülettel karöltve igyekezett lépést tartani a kor fejlődésével. Az idegen nyelvek tanítása nagy lendületet vett: francia, angol, orosz nyelvű lektorok segítették a nyelvtanítást, és diákcsere programok keretében számos osztály járt külföldön, tanulta a választott idegen nyelvet eredeti környezetében. Mindezek mellett természettudományos tagozatokat indítottak be, és felépült a gimnázium könyvtára.  Ám ezek csak olyan jelzőkövei az iskola fejlődésének, melyekkel más, hasonló intézmények is büszkélkedhetnek. Igazgatói, tanári, emberi habitusa sokkal mélyebben beleívódott tanítványaiba. Pedagógiai hitvallása érthetővé teszi a tanítványok ragaszkodását:
Olyan iskolákat szeretnék látni mindenütt, amelyeket nem vállalatszerűen működtetnek, ahová nem kell közlönyök tömegét járatni és azok tartalmát silabizálni, és ahol nem a gazdasági ügyek uralkodnak mindenek fölött. Legfőképpen pedig olyan iskolákat kívánnék mindenhová, amelyekbe szeretnek járni a gyerekek.
… a jó iskolának két középpontja van, amelynek állandó eleme a tantestület, állandóan változó eleme pedig a gyermekközönség; s a két „középpont” között szilárd emberi munkatársi kapcsolatokat kell megteremteni, amelyet egyetlen alapelv, a szeretet érzése kormányoz.

### Nyugdíjas évei
Nyugdíjba vonulás nem jelentette közéleti tevékenységének végét. Még néhány évig magyar tanárként vett részt a gimnázium napi munkájában és segítette a francia diákszínpadot. Neki is köszönhető, hogy a hazai frankofon versenyen győztes csapat eljutott a La Roche-sur Yon-ban (Franciaország) megrendezett nemzetközi fesztiválra, és Bécsben is szerepelhettek.  Rendszeresen hívták különféle versenyek zsűrijébe, drámaszínjátszók fesztiváljára szakreferensnek, valamint városi rendezvényeken előadóként is találkozhatott vele Szentes lakossága.
Életéről, családjáról, munkásságáról Csontos Magda pedagógiai szakíró írt összefoglaló tanulmányt, mely az Elhivatottak. Arcképvázlatok pedagógusokról c. kötet részeként jelent meg 1990-ben; tisztelői, egykori diákjai szintén összeállítottak egy emlékkötetet, amely „Játszani is engedd…” Miska bácsi üzenete címmel 2013-ban hagyta el a nyomdát.

## Elismerései
- Kiváló Tanár (1969)
- Szentes Város Fejlesztéséért (1971)
- Radnóti-díj (1973)
- Szocialista Kultúráért (1973)
- Szentes Város Alkotó Díja (1983)
- Haza Szolgálatáért ezüst fokozat (1983)
- Apáczai Csere János-díj (1987)
- Nívódíj (1987)[43]
- Ifjúsági-díj (1988)
- Szentes Város Díszpolgára (1997)
- Csokonai Vitéz Mihály-díj (2008)[44][45]

## Emlékezete

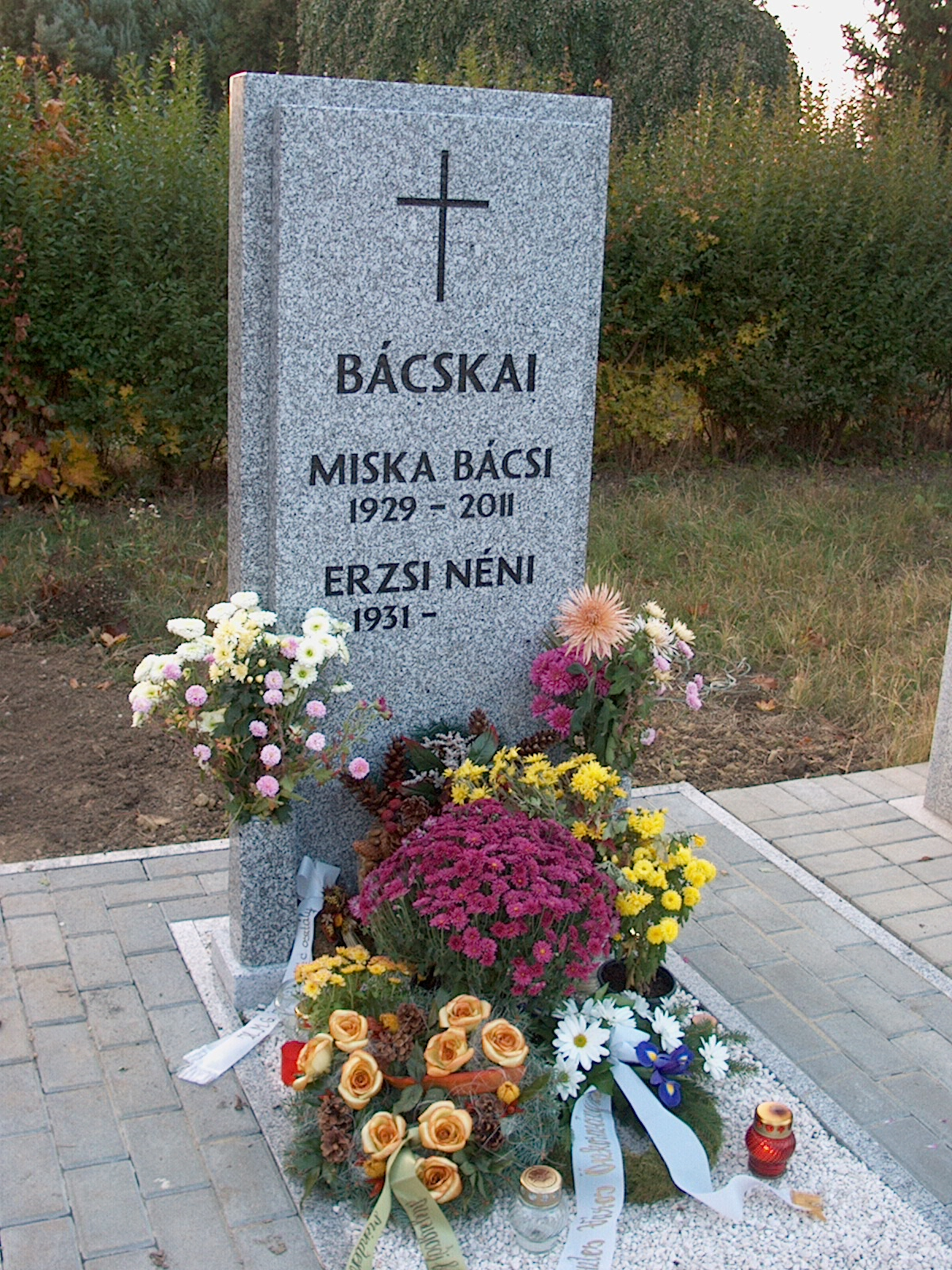
Bácskai Mihály sírja - Szentes, Kálvária temető, díszpolgárok parcellája

- Skabá-fesztivál (Bácskai Miska bácsi emlékére évente megrendezett irodalmi, zenei találkozó)[46][47]
- Bácskai udvar (A Horváth Mihály Gimnázium déli szárnyának belső udvara, ahol évente a Skabá-fesztivál megnyitóját is tartják)[48]
- A Bácskai Mihály-díjat az Országos Diákszínjátszó Egyesület alapította, s évente adják át az egyesület rendezvényén azon pedagógusoknak, illetve iskoláknak, akik kiemelkedő munkát végeztek a drámapedagógia és a diákszínjátszás területén.[49]
- Sírja Szentesen a Kálvária temető díszpolgárok parcellájában van.[50]

## Művei

### Kötete
- Diákszínpad és diákszínjátszás. Budapest, Tankönyvkiadó, 1974.
- Littérature et société: le roman francais contemporain. Irodalom és társadalom: a kortárs francia regény. Szegedi Egyetemi Kiadó, Juhász Gyula Felsőoktatási Kiadó, Szeged, 2009.

### Tanulmányai
- Az első osztályosok helyzete és problémái Csongrád megye és Szeged város gimnáziumaiban. In: Csongrád megyei nevelők pedagógiai tapasztalatainak gyűjteménye. Szeged, 1963/64. 3. sz.
- A mai magyar irodalom oktatásának néhány kérdése Csongrád megye és Szeged város iskoláiban. In: Csongrád megyei nevelők pedagógiai tapasztalatainak gyűjteménye. Szeged, 1964/65. 4. sz.
- A diákszínpadok műsorcseréje. In: Népművelés. 1968.
- Témazáró feladatlapok a leíró nyelvtan funkcionális ismétlésére (társszerzőként). In: Csongrád Megyei Művelődési Szemle 1969/70.
- A funkcionális nyelvtanítás kérdései Csongrád megye szakközépiskoláiban 2. In: Középfokú szakoktatás, 1971. 9-10. sz.
- Így rendeztem. Darabelemzés. In: Színjátszók évkönyve. Budapest, 1972.
- Makacs menyecske – rendezői példány. In: Nyelvünk és kultúránk 1976.
- Az oktatógép felhasználásával folyó programozott tanítás néhány tapasztalata. In: A szentesi Horváth Mihály Gimnázium krónikája 1970/71 – 1974/75. Szentes, 1975. (e-Könyvtár Szentes)
- Volt egyszer egy diákszínpad - Ötven éve alakult meg a HMG diákszínpada. Összeállították: Bácskainé Erzsi néni és Bácskai Miska bácsi (2005)

## Róla szóló irodalom

### Könyvek
- Csontos, 1990. = Csontos Magda: Drámajáték és embernevelés. Bácskai Mihály. In: Elhívottak. Arcképvázlatok pedagógusokról. Szerk.: Gyarmati Szabó Éva. Budapest, Tankönyvkiadó, 1990. 7-23. o.
- 50-25. Diákszínpad, Horváth Mihály Gimnázium, 1953-2003. Irodalmi-drámai osztály, Horváth Mihály Gimnázium, 1978-2003; szerk. Bácskai Mihály, Csapiné Matos Ibolya, Keserű Imre; Horváth Mihály Gimnázium, Szentes, 2003
- Approches narratologiques, sentiment de l'absurde et du grotesque dans la prose narrative; Gondolat, Bp., 2005 (Doktori mestermunkák)
- Labádi, 2008. = Labádi Lajos: Szentes város díszpolgárai 1881-2007. Szentes, 2008. 201-206. o.
- Littérature et société. Le roman français contemporain; SZEK JGYF, Szeged, 2009
- „Játszani is engedd…” Miska bácsi üzenete. Szerk.: Benczur Katalin. Szentes, Szentes Városi Könyvtár, 2013.
- Kruzslicz Pál: Elhangzott szavak. Szóban – írásban – képben. Szentes, 2015. 51-58. o.

### Folyóiratok
- Szabó Róbert: A diákszívű tanár. Csongrád Megyei Hírlap 1987. jún. 8.
- Horváth Dezső: Nyakig munkában a nyugdíjas igazgató. Alkotmánytan után a szalámitaktikáról. Délvilág 1990. szept. 17.
- Keserű Imre: Miska bácsi, a díszpolgár. Szentesi Élet 1997. nov. 1.
- Telegdy, 2005. = Telegdy Balázs: Bácskai Mihály. Drámapedagógiai Magazin 2005. Különszám drámapedagógusoknak. 1-3. o.
- Blahó, 2008. = Blahó Gabriella: Csokonai-díjat kapott a szentesi Bácskai Mihály. Délvilág 2008. jan. 28.
- Cseh-Lakos Ilona: Több színpadon rendezett. Szentesi Élet 2008. febr. 15. (e-Könyvtár Szentes)
- Elment Miska bácsi. Szentesi Mozaik 2011. jún. 21.
- Szirbik Imre: Bácskai Mihály. Szentesi Élet 2011. jún. 24. (e-Könyvtár Szentes)
- Keserű Imre: Mese Bácskai Miska bácsiról. Szembenevetni a Halált. Szentesi Élet 2011. júl. 1. (e-Könyvtár Szentes)

### Videó- és hangfelvételek
- Kruzslicz Pál: Bácskai Mihály díszpolgár. Rádió Szentes, 1997. (hangfelvétel - e-Könyvtár Szentes)
- Paletta, 2006. = Paletta. Közéleti kávéház a Petőfi cukrászdában. Bácskai Mihály mesél életéről. Civil TV, Szentes, 2006. (videófelvétel - e-Könyvtár Szentes)
- Bácskai Mihályné tanárnővel beszélget Vágvölgyi Zoltán. Szentes, 2012. (hangfelvétel - e-Könyvtár Szentes)